# Malabang
Malabang est une localité de la province de Lanao du Sud, aux Philippines. En 2015, elle compte 43 957 habitants.